# Całuj mnie mocno (singel Marty Mirskiej)
Całuj mnie mocno (Bésame mucho) – cover nagrany przez Martę Mirską i wydany jako singel przez poznańską wytwórnię Mewa Mieczysława Wejmana.

## O utworze
Bolero „Bésame mucho” napisane w 1940 przez Consuelo Velázquez nagrywane było przez wielu artystów. W Polsce nagrali je, najczęściej jako tango, m.in.: Mieczysław Fogg (dla własnej wytwórni, pod koniec lat 40.), Henryk Rostworowski, Zbigniew Rawicz, Irena Santor, Jolanta Kubicka czy Violetta Villas.
Marta Mirska nagrała ten utwór dla Mewy pod koniec lat 40. i ukazał się on (przed lub w 1948) jako strona A szelakowej, szybkoobrotowej płyty (78 obr./min.) z etykietą Melodje 173 (numery matryc – na stronie A: 48505, B: 48508). Na naklejce płyty oryginalny tytuł zapisany jest jako „Besa me mucho”, a jako autora muzyki podano: S. Skylar (Sunny Skylar, a właśc. Selig Shaftel, był autorem amerykańskiej wersji). Polskie słowa do „Bésame mucho” napisał Henryk Rostworowski.
Strona B tej płyty to tango: „Srebrna serenada” (wydane było w 1949 z podtytułem: „Jedną mam pieśń...”). Autorem muzyki był Edward Żuk, słowa napisał Ludwik Świeżawski. W obu utworach na tej płycie piosenkarce towarzyszy orkiestra kierowana przez Konrada Bryzka.

## Muzycy
- Marta Mirska – śpiew
- orkiestra Konrada Bryzka

## Lista utworów
Strona A
1. „Całuj mnie mocno” (Besa Me Mucho) – tango

Strona B
1. „Srebrna serenada” – tango